# Ctenacarus foliisetosus
Ctenacarus foliisetosus är en kvalsterart som beskrevs av Bulanova-Zachvatkina 1980. Ctenacarus foliisetosus ingår i släktet Ctenacarus och familjen Ctenacaridae. Inga underarter finns listade i Catalogue of Life.